# Rainbow (Mariah Carey-album)
A Rainbow Mariah Carey amerikai énekesnő kilencedik albuma és hatodik stúdióalbuma. 1999. november 2-án jelent meg. Az album folytatása a Butterfly albumon domináló R&B hangzásnak. Az album Carey egyik leginkább személyes jellegű albuma a Butterfly és a Charmbracelet mellett. Ezt a borítószöveg is megerősíti: „Ez az album az elmúlt évi érzelmi hullámvasutam krónikája. Ha figyelmesen hallgatod, ez egy történet, aminek nagyon boldog vége van. Minden vihar után – ha elég erősen nézed – feltűnik egy szivárvány.”

## Felvételek
A Rainbowon számos előadó közreműködik: Jay-Z, Da Brat, Missy Elliott, Snoop Dogg, Mystikal és Master P rapperek, Usher és Joe énekesek és a 98 Degrees együttes. A dalszerzők közt többen is megtalálhatóak az 1990-es évek legsikeresebb dalszerzői közül, például Jimmy Jam és Terry Lewis, valamint Diane Warren. Ez volt Carey első albuma, amin a legtöbb dal társszerzője és társproducere nem Walter Afanasieff (a következő album, a Glitter munkálataiban azonban ismét részt vesz ő is).
Az album több száma Carey magánéletére utal: az Against All Odds (Take a Look at Me Now) és valószínűleg a Did I Do That? is az énekesnő és Derek Jeter sportoló kapcsolatáról szól, és a Petals is olyan személyekre utal, akik fontos szerepet játszottak Mariah életében: a dalszövegben a „Valentine” feltehetőleg Tommy Mottola, aki egy időben használta a „T.D. Valentine” művésznevet, a többiek a dalban pedig valószínűleg Mottola gyerekei, illetve Carey nővére, Allison.

## Fogadtatása
A Rainbow az Egyesült Államokban a Billboard 200 második helyén nyitott, 323 000 példány kelt el belőle az első héten – az eddigi albumai közül ebből kelt el a legtöbb az első héten Az album tíz hétig maradt a Top 20-ban és harmincöt nem egymást követő hétig a listán. A nyolcadik héten, amikor a 9. helyen volt, kelt el belőle egy hét alatt a legtöbb, 369 000 példány. Az album háromszoros platinalemez lett. Bár nagy sikert aratott, ez volt Carey első albuma az Emotions óta, ami nem lett listavezető a Billboard 200-on, és ebből kelt el a legkevesebb.
Az album világszerte nagy sikert aratott, Franciaországban listavezető lett, és a megjelenése utáni első két hétben vezette a nemzetközi egyesített slágerlistát is. 2005-ig az USA-ban hárommillió példány kelt el a Rainbowból a Nielsen SoundScan adatai szerint, további félmillió a Columbia House lerakataiban és 440 000 a BMG Music Club üzleteiben. Világszerte több mint tízmilliót adtak el belőle.

## Kislemezek
- Heartbreaker (1999)
- Thank God I Found You (1999)
- Against All Odds (Take a Look at Me Now) (2000)
- Can’t Take That Away (Mariah’s Theme)/Crybaby (2001)

A Rainbow kislemezei közül az első kettő lett listavezető a Billboard Hot 100-on: a Heartbreaker és a Thank God I Found You. Az Egyesült Királyságban megjelent az Against All Odds (Take a Look at Me Now) című Phil Collins-dal feldolgozása is, melynek a kislemezen megjelent változatát Carey együtt énekelte a Westlife ír együttessel; ez lett az énekesnő második listavezető dala az Egyesült Királyságban. A dupla A-oldalas kislemezként megjelent Can’t Take That Away (Mariah’s Theme)/Crybaby az elégtelen promóciónak köszönhetően Carey első kislemeze lett, ami nem került be a Top 20-ba az USA-ban.

## Dalok
| #                            | Cím                                                     | Szerzők | Hossz |
| ---------------------------- | ------------------------------------------------------- | --- | ----- |
| 1.                           | Heartbreaker (feat. Jay-Z)                              | Carey, Jay-Z, Shirley Elliston, Lincoln Chase, Narada Michael Walden, Jeffrey Cohen                                      | 4:46  |
| 2.                           | Can’t Take That Away (Mariah’s Theme)                   | Carey, Diane Warren | 4:33  |
| 3.                           | Bliss                                                   | Carey, James Harris III, Terry Lewis, James Wright                                                                       | 5:44  |
| 4.                           | How Much (feat. Usher)                                  | Carey, Bryan Michael Cox, Jermaine Dupri, Tupac Shakur, Darryl Harper, Tyrone Wrice, Ricky Rouse                         | 3:31  |
| 5.                           | After Tonight                                           | Carey, Warren, David Foster                                                                                              | 4:16  |
| 6.                           | X-Girlfriend                                            | Carey, Kandi, Kevin Briggs                                                                                               | 3:58  |
| 7.                           | Heartbreaker (Remix feat. Da Brat & Missy Elliott)      | Carey, Da Brat, Missy Elliott, Ricardo Emanuel Brown, Snoop Dogg, Warren Griffin III, Andre Romell Young, Nathaniel Hale | 4:32  |
| 8.                           | Vulnerability (Interlude)                               | Carey | 1:12  |
| 9.                           | Against All Odds (Take a Look at Me Now)                | Phil Collins | 3:25  |
| 10.                          | Crybaby (feat. Snoop Dogg)                              | Carey, Howie Hersh, Snoop Dogg, Trey Lorenz, Timothy Gatlin, Gene Griffin, Aaron Hall III, Teddy Riley                   | 5:20  |
| 11.                          | Did I Do That? (feat. Mystikal & Master P)              | Carey, Craig B., Tracey Waples, Joseph Smokey Johnson, Wardell Joseph, Quezergue                                         | 4:16  |
| 12.                          | Petals                                                  | Carey, Harris, Lewis, Wright                                                                                             | 4:23  |
| 13.                          | Rainbow (Interlude)                                     | Carey, Harris, Lewis | 1:32  |
| 14.                          | Thank God I Found You (feat. Joe & 98 Degrees)          | Carey, Harris Lewis | 4:17  |
| Special Edition              |                                                         | |       |
| 15./1.                       | Against All Odds (Take a Look at me Now) feat. Westlife | Collins | 3:25  |
| Francia és osztrák bónuszdal |                                                         | |       |
| 15.                          | Do You Know Where You’re Going To                       | Michael Masser, Gerald Goffin                                                                                            | 3:47  |
| Kameruni bónuszdal           |                                                         | |       |
| 15.                          | Heartbreaker (Album version)                            | | 4:46  |
| 16.                          | Heartbreaker (No Rap Version)                           | |       |